# Silvia Allende Pérez
Silvia Allende Pérez es una de las principales promotoras y difusoras de la medicina paliativa y los cuidados paliativos, área de especialidad en la que es un referente en cuanto a su impartición a pacientes que sufren de algún tipo de cáncer, por lo que se desempeña como Jefe del servicio de Cuidados Paliativos del Instituto Nacional de Cancerología.

## Formación profesional
- Licenciatura en Medicina en la Universidad Nacional Autónoma de México
- Especialidad médica en Anestesiología en la Universidad Nacional Autónoma de México
- Subespecialidad médica en Algología en el Instituto Nacional de Cancerología con aval por parte de la UNAM
- Subspecialidad médica en Cuidados Paliativos por parte del Hospice and Palliative Medicine Residency Program en Saint Christophers Hospice (https://www.stchristophers.org.uk/)
- Maestría en Bioética en la Universidad Panamericana
- Doctorado en Bioética por parte del Instituto Politécnico Nacional

## Vida profesional
Silvia Allende Pérez ingresó en el año de 1992 al Instituto Nacional de Cancerología al Servicio de Cuidados Paliativos, uno de los primeros centros en México especializados en el ámbito de atención a pacientes con enfermedades crónicas o en etapas terminales, con el objetivo de mejorar su calidad de vida y la disminución del dolor, a partir del año 2010 es Jefa de esa división, así como Directora del Centro del Control de síntomas y alivio del dolor de la unidad de Oncología en el Hospital Ángeles del Pedregal en la Ciudad de México.
Es autora de publicaciones de investigación y especialización en tratamientos oncológicos y prestación de cuidados paliativos a pacientes con cáncer, además de ser ponente y organizadora de congresos a nivel nacional e internacional en la misma especialidad. También funge como especialista en organizaciones que buscan la promoción de los cuidados paliativos en México, como el Early Institute.
En su labor profesional destaca la importancia brindada a la profesionalización de médicos en cuidados paliativos y atención del dolor, por los beneficios que el desarrollo de este ámbito tendría tanto hacia el paciente, al ayudar a mejorar su calidad de vida, como hacia el médico, al contribuir a brindar una atención integral. Ha sido catedrática de la Universidad Nacional Autónoma de México como titular de la materia de pregrado de cuidados paliativos así como en la Universidad Panamericana, titular del diplomado de Cuidados Paliativos en Oncología y titular del curso de Alta Especialidad en Cuidados paliativos del INCAN.

## Publicaciones
Junto con el desarrollo profesional y la docencia, Silvia Allende cuenta con diversas obras publicadas:
- El ABC en Medicina Paliativa, en colaboración con Emma Verástegui, Editorial Médica Panamericana, México, 2014, 350 p.
- Atlas de Cuidados Paliativos de Latinoamérica, Colaboradora para el capítulo de México, IAHPC Press, Houston, 2012
- Manual de cuidados paliativos para pacientes con cáncer, en colaboración con Emma Verástegui, Ángel Herrera y Abelardo Meneses, Editorial Alfil, México, 2011, 144 p.
- Abordaje Terapéutico del Dolor: Diagnóstico y Tratamiento, Nieto y Editores, México, 2011